# Związek Muszkieterów
Związek Muszkieterów (ros. Союз мушкетеров) – emigracyjne rosyjskie ugrupowanie polityczne o charakterze monarchistycznym w Mandżurii w latach 20. i 30. XX w.
Związek został utworzony 4 lutego 1924 r. w Harbinie z inicjatywy księcia Władimira I. Gantimurowa. Jego nazwa pochodziła od książki Aleksandra Dumasa. Grupował emigracyjną młodzież rosyjską w wieku od 18 do 20 lat. Jego podstawowym celem było wychowanie młodych ludzi poprzez działalność sportową (założono klub sportowy "Sanitas"). Po wejściu do przywództwa Związku W.S. Barysznikowa pod koniec 1924 r., ugrupowanie przyjęło formę paramilitarną. Jego członkowie nosili mundury (czarne czapki, czarne krawaty, czarne rzemienie przechodzące przez koszulę i naramienna tarczka w kształcie krzyża maltańskiego wpisanego w trójkąt). Używano stopni wojskowych. Stosowano salut przez przyłożenie zgiętej ręki do serca i powiedzenie Привет. Z czasem pojawiły się też hasła polityczne – opracowano program polityczny o charakterze monarchistycznym. Od 29 grudnia 1929 r. na czele Związku stał książę Nikita A. Romanow. Struktury terenowe ugrupowania utworzono w różnych miejscowościach Chin i USA. Największe znaczenie uzyskał szanghajski oddział Związku, liczący ok. 150 ludzi. Wydawał on pismo "Мушкетер". Związek Muszkieterów zakończył działalność w 1938 r.